# Thamnaconus paschalis
Thamnaconus paschalis är en fiskart som först beskrevs av Regan 1913.  Thamnaconus paschalis ingår i släktet Thamnaconus och familjen filfiskar. Inga underarter finns listade i Catalogue of Life.